# 서울예술단
서울예술단은 한국의 공연예술 발전과 선진문화예술 창달에 기여하기 위하여 1990년 12월 26일 설립된 문화체육관광부 소관의 재단법인이다. 사무실은 서초구 서초동700에 있다.

## 주요 사업
- 무대예술작품 제작 등 공연예술진흥사업
- 전통예술의 현대화사업 등

## 주요 작품
- 창작가무극 <잃어버린 얼굴 1895>
- 창작가무극 <윤동주, 달을 쏘다.>
- 창작가무극 <신과함께_저승편>
- 창작가무극 <이른 봄 늦은 겨울>
- 창작가무극 <금란방>
- 창작가무극 <다윈 영의 악의 기원>
- 창작가무극 <꾿빠이, 이상>
- 창작가무극 <천 개의 파랑>